# Eumenes robusta
Eumenes robusta är en stekelart som beskrevs av Kostylev 1940. Eumenes robusta ingår i släktet krukmakargetingar, och familjen Eumenidae. Inga underarter finns listade i Catalogue of Life.